# コロンビアの国章
コロンビアの国章（コロンビアのこくしょう）は盾の中に多くのシンボルを含んでいる。盾の頂上にはオリーブの冠を口にしたコンドルが置かれ、コンドルは自由を象徴している。国の標語のLibertad y Orden（自由と秩序）が鳥と盾の間の巻物に、金地に黒字で記されている。コンドルは翼を広げ右を向いた状態で描かれる。

## 概要
コロンビアの国旗が盾の両側に垂らされている。盾は三つの部位に分割される。下段は船が描かれ、コロンビアの海運史、つまり1903年までコロンビア領だった、パナマ地峡を表していた。現在は国の接する二つの大洋（太平洋と大西洋）を表している。 帆は世界各国とのコロンビアの貿易と、経済の成長を表している。
中段は、白金の背景にフリジア帽が描かれ、これは伝統的な解放と自由のシンボルである。上段には青の背景にヌエバ・グラナダ副王領（19世紀初めまでコロンビアを統治していた植民地の名前）のシンボルだったザクロが、右側からは金貨と銀貨、左側からは熱帯果実がこぼれ出ている二つの牛の角の間に描かれている。この部分はコロンビアの土壌における農業と鉱業の豊かさを象徴している。
共和国の国章はフランシスコ・デ・パウラ・サンタンデルによって制定され、1834年5月9日に採用され、1924年の第861法令により間に不必要な変更が行われた。

## 批判
時代遅れかつアナクロニズムであるという国章に対する批判があり、コンドルはかろうじて100の生物と共に国の動物の中でも絶滅危惧種である。また、コンドルはハゲタカであり、それ自体では動物を狩らないことも議論の的になっている。加えて、コンドルはまたエクアドル、ボリビア、チリ、アルゼンチンの国鳥でもある。
ザクロは地中海原産の果実で現在トルコでは栽培されておらず、フリジア帽はトルコが起源である。パナマ地峡はもはやコロンビア領ではなく、変更が提案されている。

提案された国章

## 歴代の国章

1717年から1814までの紋章
1814年から1815年までの紋章
1815年から1816年までの紋章
1815年から1816年までの国章
1820年から1821年までの国章
1821年から1830年までの国章
1830年から1834年までの国章
1833年の国章
1834年の国章
1854年の国章
1854年の国章
1861年から1884年までの国章
1884年から1924年までの紋章